# Tauala ottoi
Tauala ottoi es una especie de araña saltarina del género Tauala, familia Salticidae. Fue descrita científicamente por Żabka & Patoleta en 2015.
Habita en Australia (Queensland).